# Філіп Лансберг

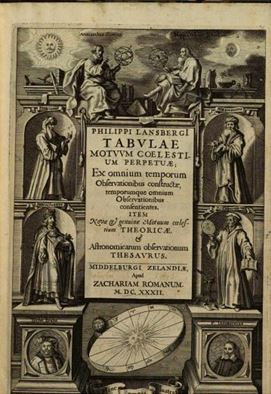
Титульний аркуш книги Лансберга «Tabulae Motuum coelestium perpetua»

Філіп ван Лансберг (Philipp van Lansberg, 1561—1632) — нідерландський астроном, сучасник Кеплера. Відомий багатьма спостереженнями, творами й астрономічними таблицями, а також підтримкою геліоцентричної системи світу. Його «Progymnasmata astronomiae restitutae» (Мідделбург, 1619), перекладено іншими мовами. Повне зібрання творів Лансберга видав його син Яків (1590—1657) у Мідделбурзі, в Нідерландах. Лансберг відомий також астрономічними календарями, які мали свого часу великий успіх.

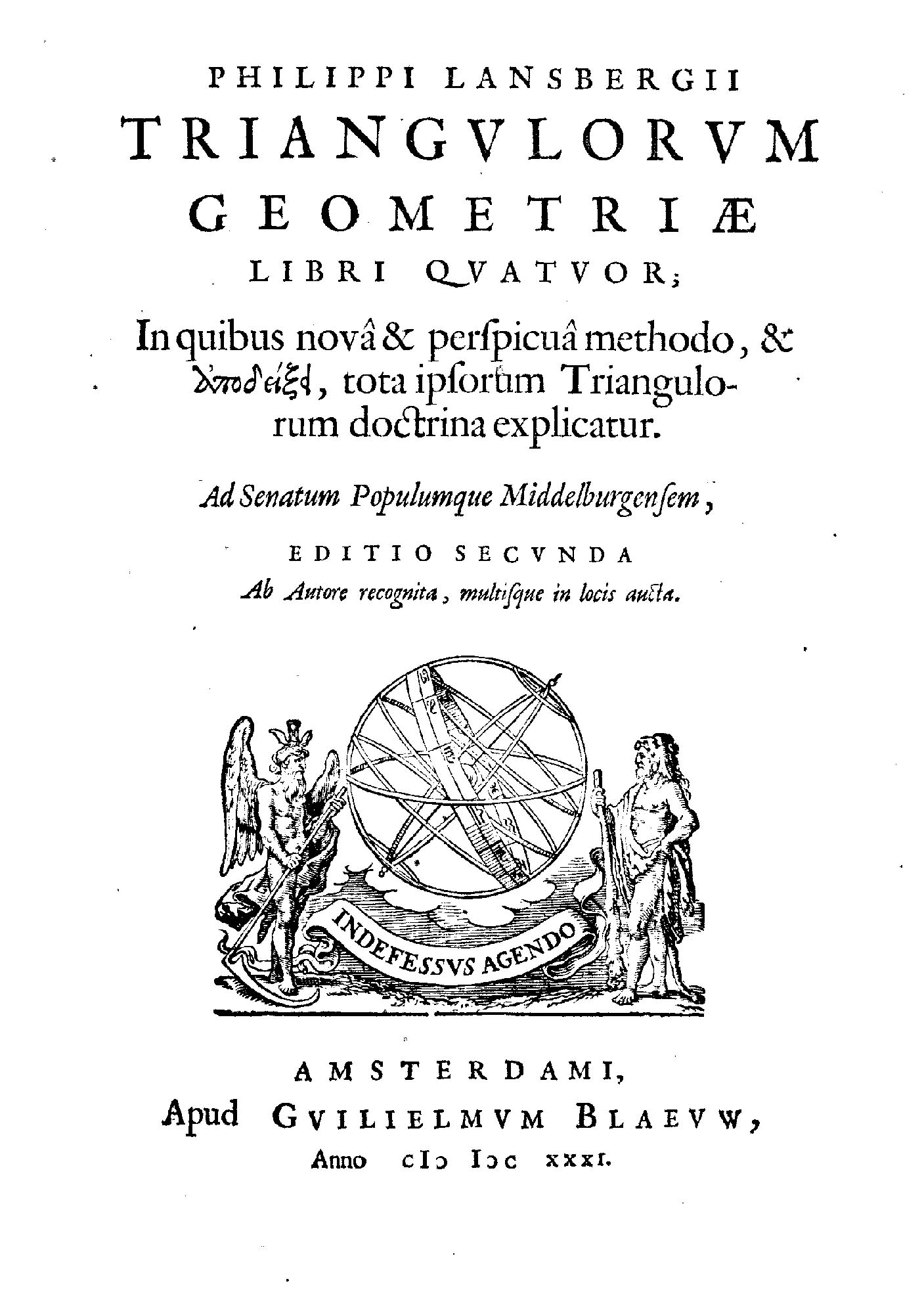
Triangulorum geometriae libri quatuor, 1631

Іменем Філіпа ван Лансберга названо місячний кратер. Обсерваторію в Мідделбурзі названо на його честь.